# Pseudonympha mabillei
Pseudonympha mabillei är en fjärilsart som beskrevs av Aurivillius 1898. Pseudonympha mabillei ingår i släktet Pseudonympha och familjen praktfjärilar. Inga underarter finns listade.